# Berchtesgadener Hochthron

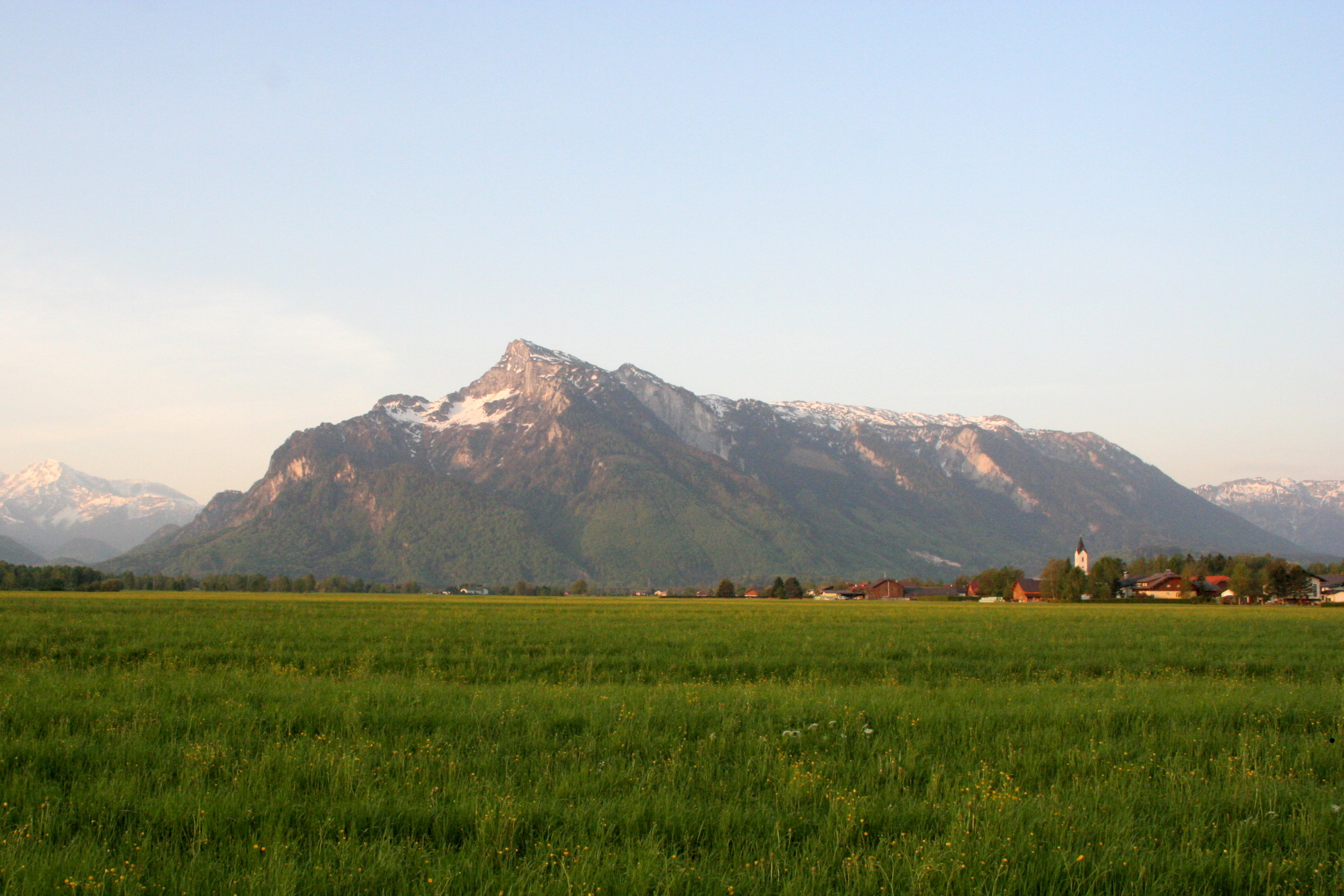
Widok na masyw Untersberg z Salzburga

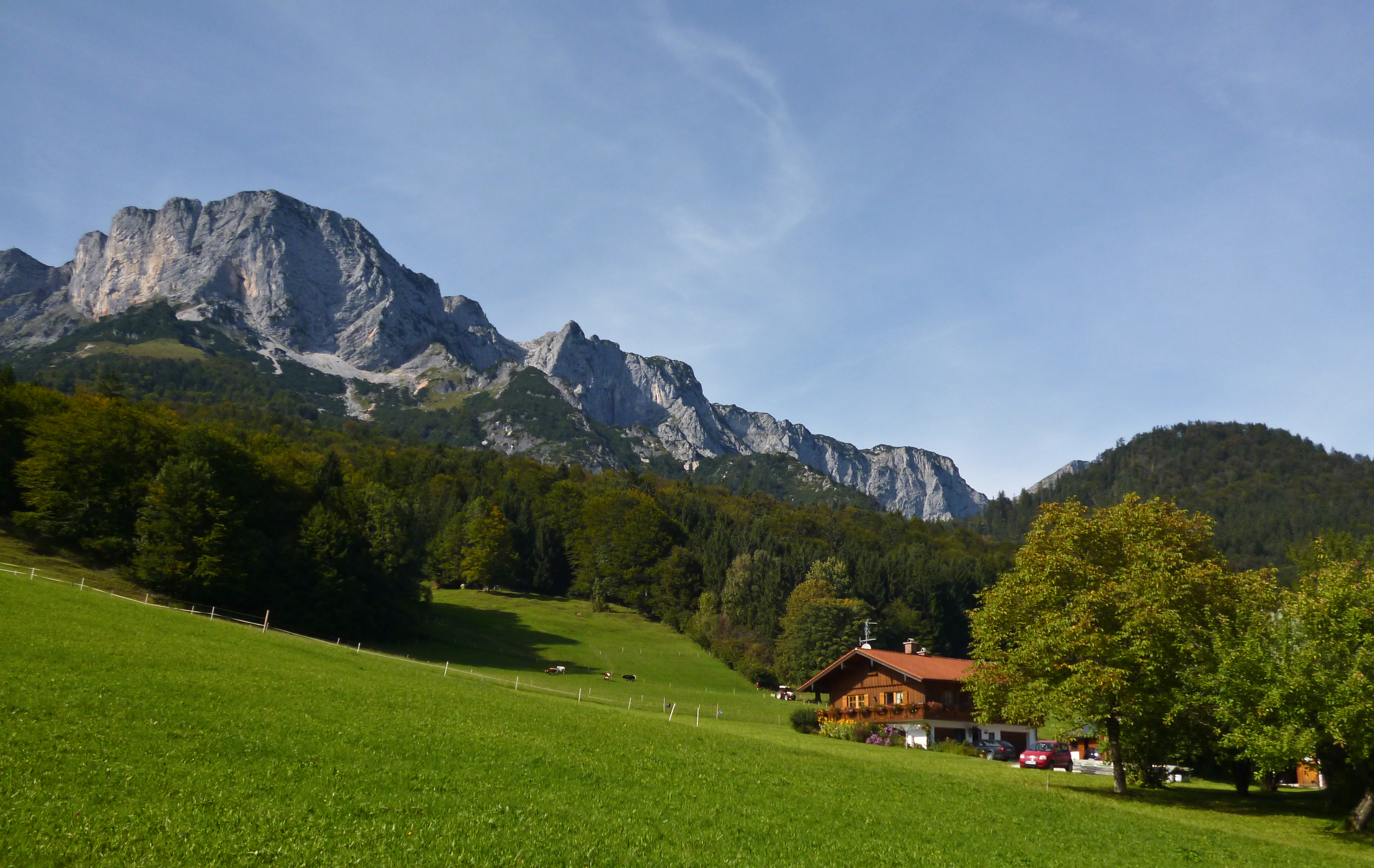
Widok masywu Untersberg od wschodu

Berchtesgadener Hochthron – najwyższy szczyt masywu Untersberg w Alpach Berchtesgadeńskich. Leży w Niemczech, w Bawarii, przy granicy z Austrią. 